# هيزل بروكس
هيزل بروكس (بالإنجليزية: Hazel Brooks)‏ هي ممثلة أمريكية، ولدت في 8 سبتمبر 1924 في جنوب أفريقيا، وتوفيت في 18 سبتمبر 2002 في الولايات المتحدة.

## أعمال

### أفلام
- (1946) فتيات هارفي

## وصلات خارجية
- هيزل بروكس على موقع IMDb (الإنجليزية)
- هيزل بروكس على موقع ألو سيني (الفرنسية)
- هيزل بروكس على موقع أول موفي (الإنجليزية)
- هيزل بروكس على موقع قاعدة بيانات الأفلام السويدية (السويدية)
- هيزل بروكس على موقع قاعدة بيانات الفيلم (الإنجليزية)
- هيزل بروكس على موقع كينوبويسك (الروسية)